# Ях'я
Ях'я (араб. يحيى‎‎) — Іван Хреститель в ісламі. Пророкок (набі), що був надісланий до народу Ізраїлю. Син пророка Закарії. Місце поховання голови Ях'ї в Омеядській мечеті Дамаска вшановується мусульманами.

## Історія Ях'ї вКорані
У Корані Ях'я називається праведником поруч з Ісою та Ільясом. Розповідь про Ях'ю, що міститься і в мекканській, і у мединській частині Корану, присвячена його народженню, служить доказом могутності Аллаха, його здатності дарувати своїм вірним слугам дітей навіть у старості (див. Закарія).
Ях'я був мудрим ще в дитинстві, благочестивим, богобоязливим і стриманим. Він був підтвердженням істинності «слова від Аллаха», тобто Іси і його місії (3:38/33—41/36; 19: 1—15).
Коранічна оповідь походить від Євангеліє від Луки.

## Мусульманське передання про Ях’ю

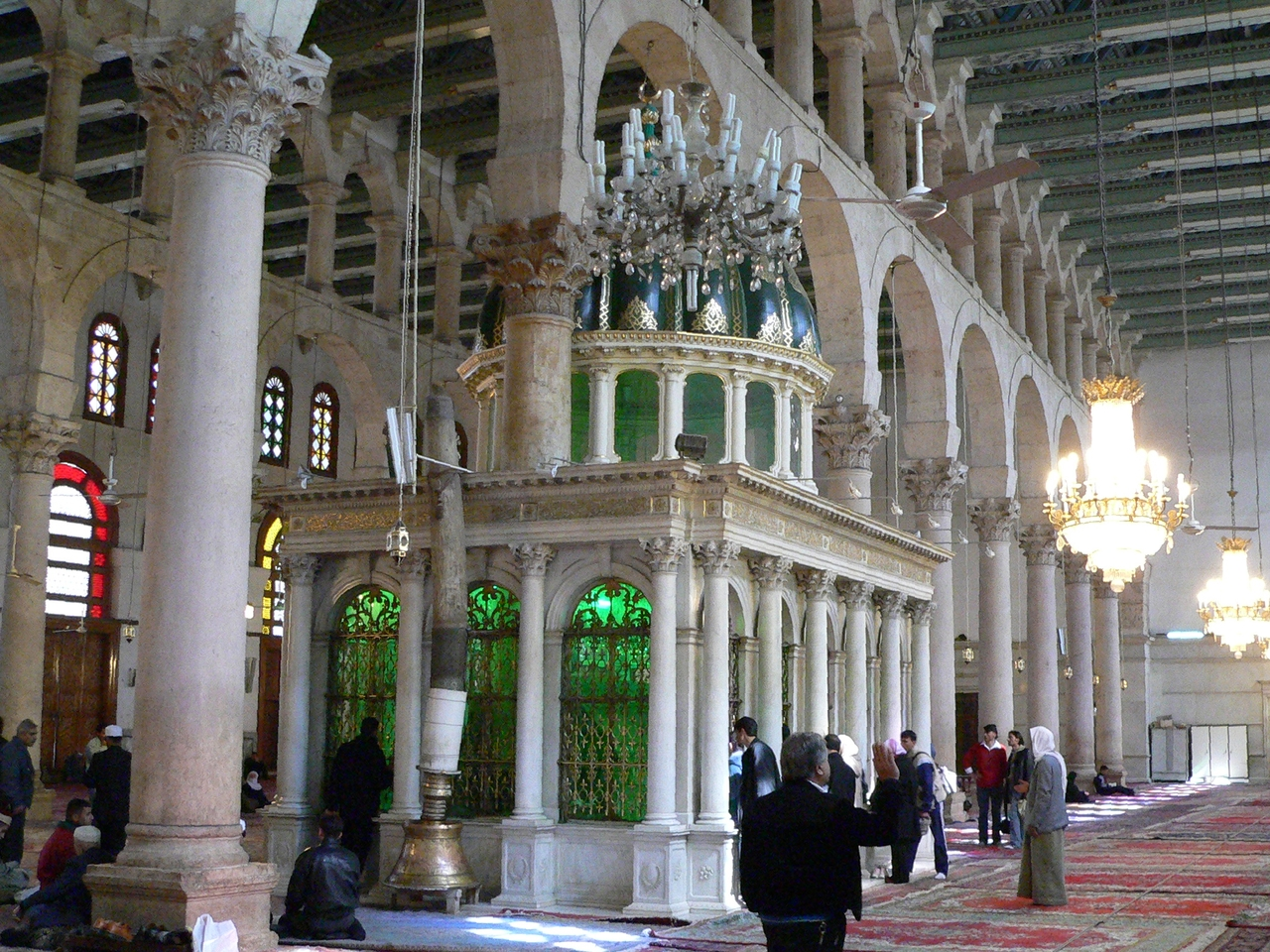
Місце поховання голови Ях’ї в Омеядській мечеті Дамаска

Мусульманське передання розповідає про життя Ях’ї. Він був першим, хто передбачив посланницьку місію Іси, увірував у нього, допомагав йому. Юдейський цар Ірод спочатку добре ставився до Ях’ї. Потім він задумав одружитися з дочкою свого брата (чи з дочкою своєї дружини від попереднього шлюбу) і зажадав, щоб цей шлюб скріпив Ях’я. Однак той відмовився визнати шлюб Ірода з дівчиною, сказавши, що це є забороненим (харам). За це його зненавиділа мати дівчини, яка стала вимагати страти Ях’ї. Ірод наказав відтяти йому голову. Таким чином, Ях’я, якому тоді було близько тридцяти п’яти років, прийняв мученицьку смерть в ім’я віри.

Мусульманське передання особливо наголошує на мотиві киплячої крові Ях’ї — вона кипіла на блюді з його головою і на його могилі.

Післякоранічні передання включають як християнські матеріали, так і деякі передання мандеїв, що особливо вшановували Івана Хрестителя.